# Knox College

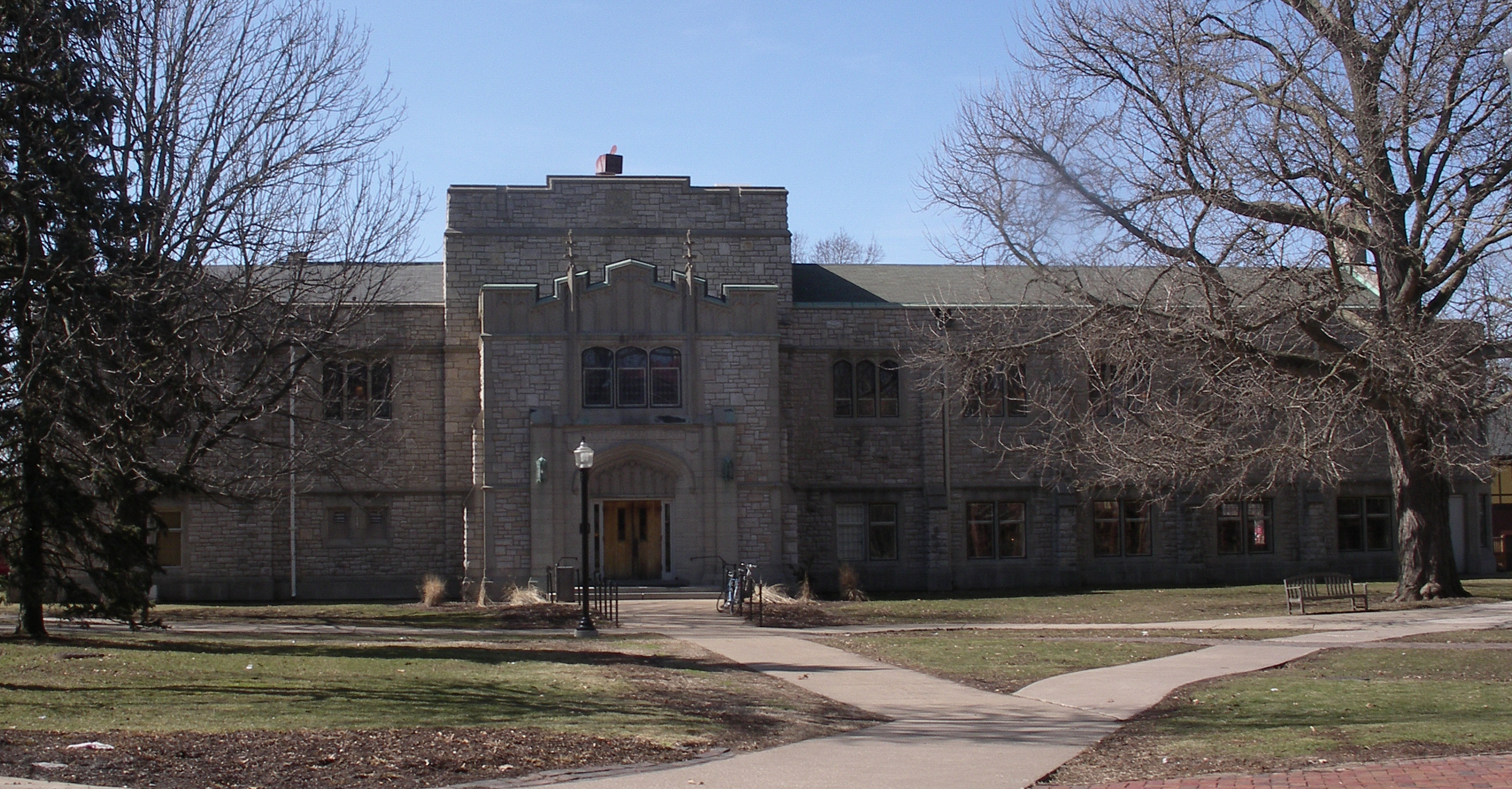
Seymour Bibliothek

Das Knox College ist ein privates Liberal-Arts-College in Galesburg, Knox County im US-Bundesstaat Illinois. Im Jahr 2021 sind 1.200 Studierende eingeschrieben, die von einem Lehrkörper von 120 Personen (englisch: faculty) unterrichtet und betreut werden. Es kann nach einem vierjährigen Studium der Bachelor of Arts (B. A.) und der Bachelor of Sciences (B. Sc.) erworben werden.

## Geschichte
Das College wurde 1837 von Sozialreformern und Abolitionisten als Knox Manual Labor College gegründet. Das College stand damit, als eines den ersten in den Vereinigten Staaten, Männern, Frauen und allen Ethnien mit der Gründung offen. 1857 wurde der Name in Knox College, nach dem Standort im Knox-County, geändert.

### Präsidenten
Das College wurde seit Beginn von 19 Präsidenten und 11 interimistischen Leitungspersonen geführt. 2011 wurde erstmals eine Frau als Präsidentin eingesetzt.
- Hiram H. Kellogg, 1841–1845
- Jonathan Blanchard, 1845–1857
- Harvey Curtis, 1858–1862
- John G. Sanburn, 1863
- William S. Curtis, 1863–1868
- Edward Beecher, 1868
- John P. Gulliver, 1868–1872
- Albert Hurd, 1872–1875
- Newton Bateman, 1875–1892
- John Huston Finley, 1892–1899
- Thomas Rigney Willard, 1899–1900
- Thomas McClelland, 1900–1917
- William E. Simonds, 1917
- James L. McConaughy, 1918–1925
- Charles E. McKinley, 1925
- Albert Britt, 1925–1936
- Carter Davidson, 1936–1946
- Harold Way, 1946
- Lyndon O. Brown, 1947–1948
- Kellogg D. McClelland, 1948–1949
- Sharvy G. Umbeck, 1949–1973
- Lewis Salter, 1973
- Hermann R. Muelder, 1973–1974
- E. Inman Fox, 1974–1982
- John McCall, 1982–1993
- Rick Nahm, 1993–1998
- Morton Weir, 1998
- Richard S. Millman, 1999–2001
- Roger L. Taylor, 2001–2011
- Teresa L. Amott, 2011–2021[4]

## Studium
An der Hochschule können 39 Hauptfächer und 51 Nebenfächer studiert werden, die zu einem Bachelor führen. Die jährliche Studiengebühr beträgt ca. 54.600 US-Dollar. Die Hochschule ist Mitglied der Midwest Conference. Ihr Maskottchen ist das Prairie Fire (dt. Präriefeuer).

## Persönlichkeiten

### Dozenten
- Lloyd Burdick, Trainer der College-Football-Mannschaft 1934
- William Ernest Castle, Genetiker
- James L. McConaughy, Präsident des Colleges, ehemaliger Gouverneur von Connecticut
- Hans Rosenhaupt, Bildungsmanager

### Absolventen
- George Latimer Bates 1885, Ornithologe, Botaniker und Naturforscher
- Amy Carlson 1990, Schauspielerin
- Job Cooper 1867, 6. Gouverneur von Colorado
- Lloyd William Daly 1932, klassischer Philologe
- Jack Finney 1934, Schriftsteller
- Robert Hanssen 1966, ehemaliger Mitarbeiter des FBI, Agent für die Sowjetunion
- John L. Kennedy 1882, Politiker der Republikanischen Partei
- Ismat T. Kittani 1951, ehemaliger Staatssekretär im irakischen Außenministerium und Präsident der 36. UN-Generalversammlung
- Thomas E. Kurtz 1950, Mitentwickler der Programmiersprache BASIC
- Bishop W. Perkins, Politiker der Republikanischen Partei
- Donald Robert Perry Marquis, Schriftsteller, Dichter und Journalist
- Edgar Lee Masters, Schriftsteller
- Albinus Nance, 5. Gouverneur von Nebraska
- James George Needham, Entomologe
- John Podesta 1971, 23. Stabschef des Weißen Hauses
- Hiram Rhoades Revels 1857, erster Schwarzer, der in den US-Senat gewählt wurde
- Margaret A. Ryan, Richterin
- Samuel Rinnah Van Sant, 1901 bis 1905 Gouverneur von Minnesota
- Samuel S. McClure (1857–1949), Gründer und Herausgeber des McClure’s Magazine